# Mariakerk (Apeldoorn)
De Mariakerk, officieel de Onze Lieve Vrouwe ten Hemelopnemingkerk, is een rooms-katholieke kerk aan de Hoofdstraat in de Nederlandse stad Apeldoorn. De bouw van de neogotische kerk begon in 1895 onder architect J.W. Boerbooms, maar werd wegens zijn overlijden in 1899 voltooid door Jos Cuypers en Jan Stuyt. Het kerkgebouw verving een oudere kerk uit 1846 van de hand van Gerard te Riele. De kerk is sinds januari 2010 de hoofdkerk van de toen opgerichte Emmaüsparochie waar ook de Teresiakerk, de Emmanuelkerk en de Victorkerk onder vielen. Sinds 1 januari 2013 zijn alle andere kerken gesloten, zodat de Mariakerk nu de enige kerk is die gebruikt wordt door de parochie.

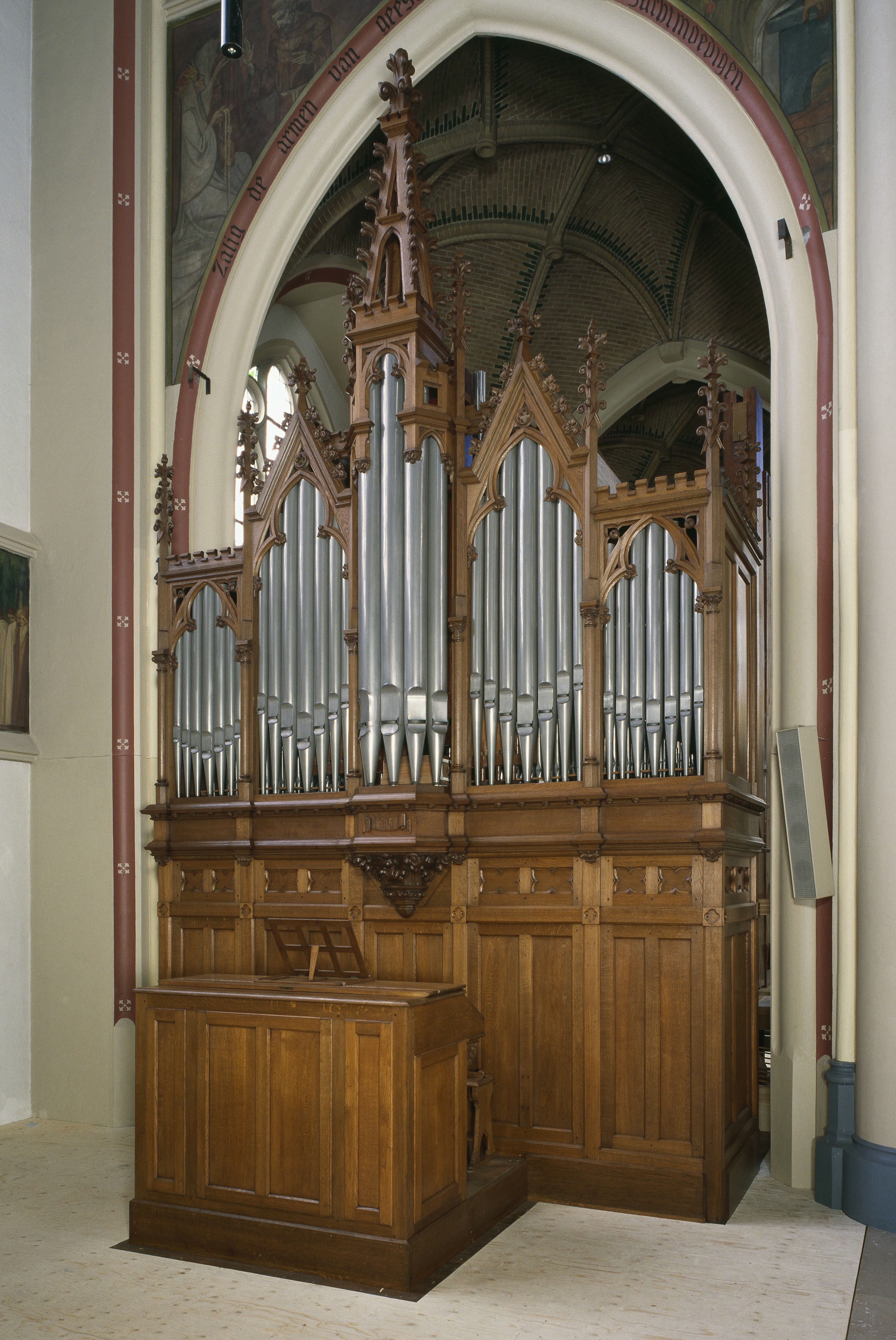
Klein kerkorgel van Pereboom & Leijser uit 1897, sinds 2008 in de Mariakerk